# Pachyramphus homochrous
Pachyramphus homochrous là một loài chim trong họ Tityridae.